# یوشیماسا ایشیباشی
یوشیماسا ایشیباشی (انگلیسی: Yoshimasa Ishibashi؛ زادهٔ ۱۹۶۸ (۵۶–۵۷ سال)) کارگردان فیلم، فیلم‌نامه‌نویس، تهیه‌کننده فیلم، فیلم‌بردار، تدوین‌گر، و تهیه‌کننده تلویزیونی اهل ژاپن است.